# Salvador Monroy Pinto
Salvador Monroy Pinto (Temuco, 5 de diciembre de 1904 - Temuco, 13 de septiembre de 1980) fue un obrero y político socialista chileno. Hijo de  Hipólito Monroy y de Delfina Pinto. Contrajo matrimonio con Alicia Santos Castro (1938).
Militante del Partido Socialista. Fue regidor de Freire (1953-1961).
Elegido diputado por Imperial, Temuco, Pitrufquén y Villarrica (1961-1965), participando de la comisión permanente de Gobierno Interior.